# Ammerthal
Ammerthal – miejscowość i gmina w Niemczech, w kraju związkowym Bawaria, w rejencji Górny Palatynat, w regionie Oberpfalz-Nord, w powiecie Amberg-Sulzbach. Leży około 6 km na zachód od Amberga.

## Dzielnice
W skład gminy wchodzą dwie dzielnice: Ammerthal, Götzendorf

## Demografia
| Rok  | Liczba mieszk. |
| ---- | -------------- |
| 1970 | 897            |
| 1987 | 1 556          |
| 2000 | 1 978          |

## Oświata
(na 1999)

W gminie znajduje się 75 miejsc przedszkolnych (66 dzieci) oraz szkoła podstawowa (6 nauczycieli, 109 uczniów).